# Cmentarz wojenny nr 28 – Jabłonica-Walówka
Cmentarz wojenny nr 28 – Jabłonica-Walówka – cmentarz z I wojny światowej, zaprojektowany przez Johanna Jägera, położony na terenie miejscowości Jabłonica, bezpośrednio przy granicy z Bączalem Górnym, w gminie Skołyszyn w powiecie jasielskim w województwie podkarpackim. Jeden z ponad 400 zachodniogalicyjskich cmentarzy wojennych zbudowanych przez Oddział Grobów Wojennych C. i K. Komendantury Wojskowej w Krakowie. Należy do II Okręgu Cmentarnego Jasło.

## Opis
Cmentarz znajduje się na skraju lasu w przysiółku Nowiny-Walówka w południowo-wschodniej części miejscowości Jabłonica przy granicy z Bączalem Górnym.
Obiekt założony na planie okręgu o powierzchni około 314 m². Pomnik główny stanowi duży drewniany krzyż łaciński nakryty daszkiem. Po bokach dwa mniejsze krzyże, po lewej dwuramienny, po prawej łaciński. Trzy krzyże symbolizują żołnierzy trzech armii pochowanych na cmentarzu. Groby rozmieszczone są w dwóch kręgach równolegle do ogrodzenia. Na mogiłach duże betonowe  stele z odtworzonymi żeliwnymi tabliczkami imiennymi. Całość otoczona drewnianym parkanem umocowanym na kamiennych, otynkowanych słupkach.
Na cmentarzu spoczywa 169 żołnierzy w 34 pojedynczych grobach i 11 mogiłach zbiorowych:
- 40 żołnierzy austro-węgierskich,
- 55 żołnierzy niemieckich głównie z 2 Pułku Piechoty Gwardii Pruskiej,
- 74 żołnierzy rosyjskich poległych w 1915[2].

Obiekt gruntownie odnowiony w II połowie 2002.

## Galeria

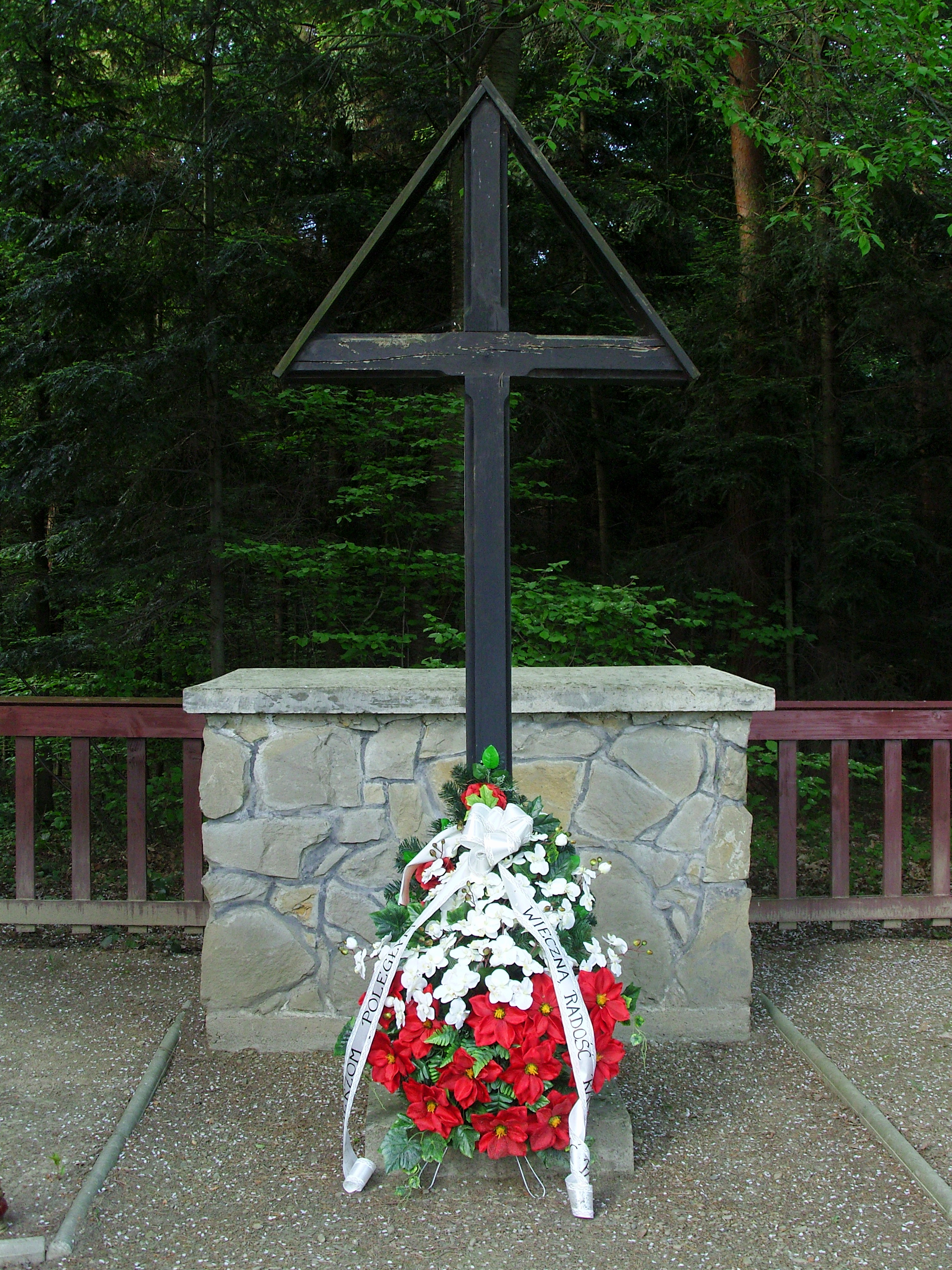
Pomnikowy krzyż centralny (austriacki)
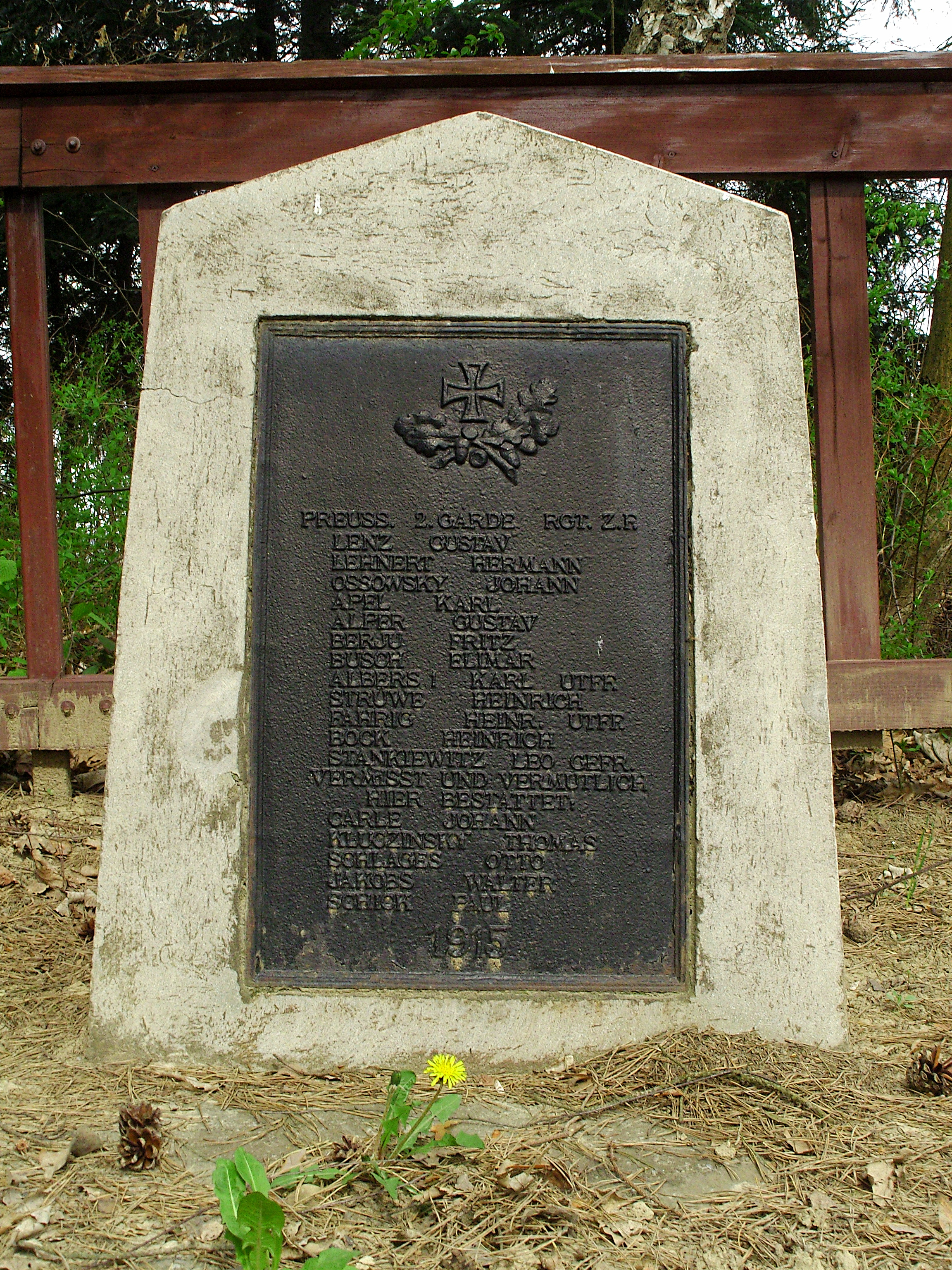
Stela nagrobna
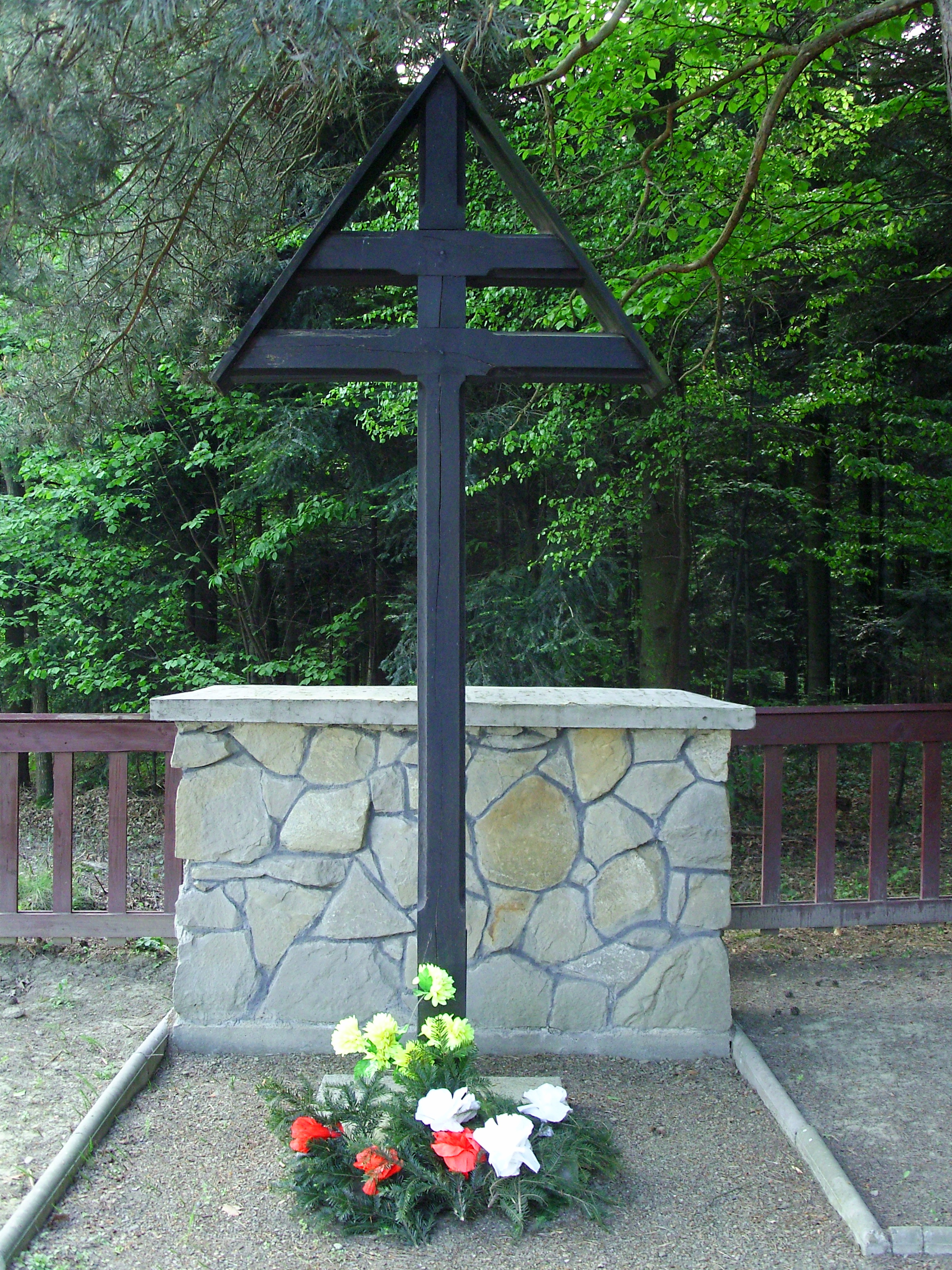
Pomnikowy krzyż dwuramienny (rosyjski)